# Lista de escolas de samba e blocos carnavalescos de Belo Horizonte
Subdivisão da Lista de escolas de samba de Minas Gerais
Esta é uma lista de escolas de samba e blocos carnavalescos de Belo Horizonte,  para o carnaval 2014, das escolas e blocos caricatos e embalo, que estejam desfilando ou não.

## Escolas de samba

### Grupo Especial
- Acadêmicos de Venda Nova
- Canto da Alvorada
- Estrela do Vale
- Imperavi de Ouros
- Cidade Jardim
- Bem Te Vi
- Raio de Sol
- Unidos Guaranis

## Blocos Caricatos

### Grupo Especial
- Por Acaso
- Inocentes de Sta Tereza
- Bachareis do Samba
- Mulatos do Samba
- Vila Estrela

- Aflitos do Anchieta
- Infiltrados de Sta Tereza
- Corsários do Samba
- Estivadores do Havaí

## Blocos de embalo
- Bloco do Pirulito
- Santo Bando
- Banda Mole
- Banda Moda
- Sagrada Folia
- Concentra Mas Não Sai
- Balaio de Gatos
- Cachorro Cansado
- As Virgens do Formigueiro Quente
- Os Urubus do Arrudas
- Farra, Forró & Folia
- Bloco Faz Vergonha
- Bloco dos Magnatas

### Entidades carnavalescas extintas e que pretendem voltar/estrear
- Chame-Chame
- Estação dos Catadores de Papel
- Flor de Inspiração do Barreiro
- Inconfidência
- Império da Nova Era
- Imperatriz de Venda Nova
- Mocidade Unida Vera Cruz
- Unidos da Onça
- Unidos do Arco Íris
- Unidos do Barreiro
- Galoucura
- Surpresa